# Vitnosad näsbjörn
Vitnosad näsbjörn (Nasua narica) är ett rovdjur i familjen halvbjörnar (Procyonidae).

## Kännetecken
Arten har den för näsbjörnar typiska långa rörliga nosen vid det långsträckta huvudet. Pälsen har huvudsakligen en gråbrun färg med typiska vita fläckar på nosen, kinderna, halsen och bröstet. Extremiteterna är oftast mörkare och fötterna svarta. Dessutom är några ljusa hår inblandade på armarnas utsida som ger ett prickigt utseende. Populationer som lever i torra landskap är allmänt ljusare. Den långa svansen har ett mönster av ringar men teckningen är inte lika tydlig som hos vanlig näsbjörn. Svansen är bra täckt med päls men är inte yvig. Vitnosad näsbjörn når en kroppslängd (huvud och bål) av 46 till 69 centimeter, en svanslängd av 49 till 62 centimeter och en vikt mellan 3 och 5 kilogram.

## Utbredning
Artens utbredningsområde ligger nordligare än vanlig näsbjörns levnadsområde. Vitnosad näsbjörn förekommer från södra USA (Arizona och New Mexico) över Mexiko till norra Colombia. Den vistas vanligen i skogar av olika slag, till exempel regnskogar eller skogar i bergsområden. Vitnosad näsbjörn besöker ibland angränsande gräsmarker eller halvöknar. I bergstrakter når arten 2300 meter över havet.

## Levnadssätt
Vitnosad näsbjörn vistas både på marken och i träd. När den går på marken håller djuret svansen upprätt. På träd används svansen för att hålla balansen. Vuxna hannar är ibland aktiva på natten men vanligen är denna art aktiv på dagen. Honor och ungdjur lever i grupper med upp till 30 individer (vanligen omkring 12 exemplar) medan hanar lever ensamma. Hannar har avgränsade territorier och försvarar dessa djärvt mot artfränder av samma kön. Reviren är 70 till 270 hektar stora. Grupper av honor och ungdjur visar ett mindre utvecklat territorialt beteende. Flockarnas revir har ungefär en diameter av en kilometer.
Denna näsbjörn vilar i trädens toppar. Den söker även skydd i träden vid fara.

## Föda
Vitnosad näsbjörn är allätare men livnär sig huvudsakligen av insekter. Den äter även spindeldjur, skorpioner, krabbor och mindre ryggradsdjur. Dessutom ingår frukter och andra växtdelar i födan. I torra områden äter den ofta frukter av fikonkaktus (Opuntia ficus-indica). Arten letar efter ryggradslösa djur genom att hålla näsan tätt över marken och den hittar dessa byten främst med hjälp av lukten. Möss, ödlor och grodor fångas med framtassarna och dödas med ett bett i huvudet.

## Fortplantning
Djurets parningstid ligger i februari eller mars. Vid denna tid får en hanne tillåtelse att vistas bland en grupp av honor. Hannen beter sig särskild underdånig genom att vårda honornas päls eller liknande. Efteråt parar sig hannen med alla könsmogna honor innan han fördrivs ur gruppen.
En dräktig hona lämnar gruppen och bygger ett näste av blad. Efter dräktigheten som varar i ungefär 77 dagar föder honan två till sju ungar. Ungdjuren är i början blind, väger 100 till 180 g och bär en luddig mörkgrå päls. Ögonen öppnas efter cirka 11 dagar. Efter fyra månader sluter honan att ge di. Ungarna är efter cirka 15 månader full utvecklade och efter ungefär två år könsmogna. Könsmogna hannar fördrivas ur gruppen. Vitnosad näsbjörn når i naturen en livslängd av cirka 14 år och djur i fångenskap kan leva upp till 17 år.

## Hot
Artens naturliga fiender är bland annat kattdjur, större primater och större ormar ur släktet Boa. Människans jakt på djuret är obetydlig på grund av att denna näsbjörn inte är skadlig för jordbruket och att pälsen betraktas som mindre värdefull. Under de senaste åren ökade artens utbredningsområde norrut.
Allmänt förekommer arten med många individer och räknas inte som hotad.
Populationen i norra delen av utbredningsområdet håller på att förlora kontakten till sydliga populationer, vilket minskar den genetiska mångfalden. Några individer dör av gift som egentligen lagts ut mot prärievargar. Vitnosad näsbjörn kan även drabbas av valpsjuka och rabies.